# آنری مویفارین
آنری مویفارین (فرانسوی: Henri Mouillefarine‎; ۱ اوت ۱۹۱۰ – ۲۱ ژوئیهٔ ۱۹۹۴) دوچرخه‌سوار اهل فرانسه بود.
وی در مسابقات کشوری و بین‌المللی در مجموع برندهٔ ۱ مدال نقره شده‌است.